# Димаш Кудайберген
Динмухамед (Димаш) Кудайберген е казахстански певец, композитор и мултиинструменталист. Твори в направлението оперен поп, като смесва оперното пеене с популярната музика и традиционния казахстански фолклор. Носител е на множество награди, включително Заслужил деятел на Казахстан и най-популярен чуждестранен певец на MTV Asia.
Известен е с широкия си вокален диапазон, който обхваща 6 октави.

## Биография
Роден е на 24 май 1994 г. в Актобе. Майка му Светлана Айтбаева е оперна певица в Актюбинската областна филхармония, а баща му Канат също се е занимавал с музика. Под влиянието на родителите си изучава традиционната казахстанска музика и музикални инструменти. Изявите му са от най-ранна детска възраст, като от 2010 до 2013 г. участва във фестивали в Казахстан, Украйна и Киргизстан.
През 2014 г. завършва Казахстанския национален университет по изкуства и получава държавната младежка награда „Дарын“.
През 2015 г. става победител във фестивала Славянски базар във Витебск, Беларус, като по думите на певеца това е негова детска мечта. На фестивала изпълнява казахстанската народна песен „Дайдидау“, както и песните „Опять метель“ (Алла Пугачова и Кристина Обракайте) и „SOS d’un terrien en detresse“ (Даниел Балавуан).
На 1 януари 2016 г. излиза дебютното му EP с 4 песни. Изпълнението му на народната песен „Дайдидау“ е включено в световното радиопредаване „Музикален караван“, което се излъчва от станции по всички краища на планетата. Същата година прави турне със симфоничния оркестър на Казахстанския национален университет по изкуства в Източна и Централна Европа. През есента на 2016 г. продължава с изявите си в 25 града в родината си в чест на 25-ата годишнина от независимостта.
В края на 2016 г. директорът на Astana Opera Толеубек Алпиев кани Димаш да се присъедини към трупата и да избере кариера в операта. Певецът обаче отказва, предпочитайки да се концентрира върху самостоятелната си кариера в поп музиката.
Кудайберген придобива голяма известност с участието си в китайския музикален формат „Singer“ през 2017 г. Той достига финала, като победителка става певицата от Хонконг Санди Лам. С изпълненията си на песни на Queen, Лара Фабиан, Адриано Челентано и Майкъл Джексън печели огромна вълна от фенове и подписва договор с агентството „Black Gold Talent“. Участва в различни ТВ предавания в Китай като My Boyfriend’s A Superstar / Fan Fan Boyfriend и Come Sing With Me. Същата година печели награда на азиатската MTV за най-популярен певец на годината.
През 2019 г. излиза дебютният му албум „ID“, съдържащ песни на казахски, английски и китайски език. Сътрудничеството с композитора Игор Крутой и песни като „Любовь уставших лебедей“, „Олимпико“ и „Stranger“ му носят популярност в Русия. В Русия участва на фестивалите „Новая волна“ и „Песня года“.
Има фенклубове по цял свят, включително и в България.

## Дискография
- Димаш Кудайберген (EP) – 2016
- ID – 2019

## Награди
- Национална младежка награда „Дарын“ (2014)
- ERC Chinese Top Ten Awards – най-популярен певец в Азия (2017)
- Top Chinese Music Awards, MTV Global Chinese Music Awards – най-популярен чуждестранен певец (2017)
- Певец на годината на списание „ОК“, Китай (2017)
- Откритие на годината на Руската национална награда "Виктория (2018)
- Певец на годината на „Песня года“ (2019)
- JSTYLE 2019 Awards, Китай – певец на годината (2019)